# Mass Effect: Odveta
Mass Effect: Odveta (anglicky Mass Effect: Retribution) je sci-fi román od autora Drewa Karpyshyna. Kniha byla publikována roku 2010, česky roku 2011. Jedná se o třetí knihu ze série Mass Effect, která příběhem předchází stejnojmennou hru vydanou pro Xbox 360, PlayStation 3 a Microsoft Windows; vyvinutou společností BioWare
Příběh se odehrává po událostech ze hry Mass Effect 2.

## Příběh
Záhadný ve své pracovně přemýšlí o jeho Shepardovu rozhodnutí zničit základnu Kolektorů. Kai Lenga vyslal, aby pátral po uprchlíkovi Graysonovi.
Grayson žije jako uprchlík, pod falešným jménem Paul Johnson, Pracuje pro asarijku Ariu T´Loakovou (nepsáná vládkyně Omegy, známá také jako Královna pirátů). S partou žoldáků, batariánem Sanakem a asarijkou Lesslie (Graysonova milenka a také dcera Arie), našli velké množství rudopísku (droga), který patří gangu Spárů (největší nezávislý gang na Omeze). Grayson rudopísek ukryje ve svém bytě, Sanak mu nevěří, protože Grayson byl na rudopísku dříve závislý. Ariu Graysonova práce potěšila.
Kai Leng zjistil mnoho o Graysnovy, číhá na něj na Omeze. Ve vhodnou chvíli ho, i s partou žoldáků, přepadl u něj v bytě. Graysona uspal a unesl, Lesslie, která byla v bytě s Graysonem, zabil. Podřezal ji hrdlo. Předtím, než byl Grayson unesen, stihl ještě poslat Kahlee poslat tajné informace o Cerberu (teroristická pro-lidská organizace).
Aria pátrala, po tom, kdo ukradl rudopísek a hlavně po vrahovi své dcery, Sanak vinil Graysona.
Záhadný se rozhodl Graysona zneužít na odporné Smrťácké experimenty.
Kahlee se na Citadele setkala se svým milencem Paulem Andersonem (nyní je poradcem lidského radního Donnela Udiny a diplomat Aliance), pověděla mu o Graysonovi, rozhodli se varovat Radu, před Smrťáckou (Reaperskou) hrozbou.
Cerberus implantoval Graysonovi Smrťácké implantáty, Grayson byl indoktrinován, stal se loutkou v rukou Smrťáků, občas se mu ale podařilo projevit i svou vůli, proto ho Cerberus zdrogovával Rudopískem. Grayson se díky implantátům stal silnějším, rychlejším a zdatnějším. Stal se napůl biotikem a napůl syntetikem (kyborgem).
Aliance zaútočila na stanici Cerberu, díky Kahlee a Andersonovi, Záhadný s Kai Lengem uprchli v záchranném modulu. Graysona zajali členové Aliance, při přepravě ale Smrťáci donutily Graysona, aby zabil své zachránce, získal tak raketoplán.
Kai Leng a Záhadný nalhaly v Afterlife Arii, že Grayson zradil Cerberus a přidal se ke skupině turianských roajalistů. Aria slíbila, že Graysona najde a zabije ho, pokud ji Záhadný zaplatí čtyři miliony. Později Sanak zajal Kahlee a Andersona, měli sloužit jako návnada a přilákat Graysona.
Grayson krátce přebral kontrolu nad svým tělem, a letěl tedy za Kahlee na Omegu. Na Omeze Graison vstoupil do připravené léčky, vůbec už nevypadal jako člověk, ovšem opět se ho zmocnili Smrťáci, stal se znovu jejich avatarem. Pod vlivem Smrťáků Grayson postřílel tým Arie, zabil i Sanaka a uprchl, byl velmi mocný a výborně si poradil se silnou přesilou, ale jeho tělo takové vypětí sil velmi vyčerpávalo.
Kai Leng viděl, jak si Grayson poradil s přesilou, zajal Kahlee a Andersona, chtěl je také použít jako návnadu, aby nalákal Graysona. Nicméně zanedlouho se Kahlee s Andersonem se osvobodily a zajaly Kai Lenga, společně odletěli na Grissomovu akademii.
Smrťáci ovládající Graysona chtěli zničit talentované biotiky z projektu Vzestup, proto Grayson letěl na Grissomovu akademii.
V Grissomově akademii se Kai Leng osvobodil, Grayson pozabíjel několik členů ochranky, spustil se poplach. Andersonovi se podařilo Graysona postřelit, byl už sice poškozený a vyčerpaný, ale nezastavilo ho to, Grayson unesl Kahlee. Kai Leng je přepadl a společně s Andersonem Graysona rozstříleli, když Grayson umíral, tak cítil radost a osvobození.
Anderson Kai Lenga postřelil, do nohy, ale podařilo se mu uprchnout, bez Graysonova těla, které chtěl Záhadný na výzkum. Anderson s Kahlee se pokusil přesvědčit Radu, že Smrťáci jsou vážnou hrozbou, ale i přes důkaz Grasonova těla, jim Radní nevěřili.
Cerberus utrpěl velké ztráty, Záhadný zavolal Arii, pokusil se s ní udobřit, tím, že ji zaplatil za data z přepadené stanice Cerberu. Poté si uvědomí, že Smrťáci (Reapeři) jsou skutečnou hrozbou a rychle přicházejí.

## Související knihy
- Mass Effect: Zjevení, autor: Karpyshyn Drew, překladatel: Jiří Matyskiewicz. Jde o první díl série.
- Mass Effect: Vzestup, autor: Karpyshyn Drew, překladatel: Jakub Mařík. Jde o druhý díl série.
- Mass Effect: Klam, autor: William C. Dietz, překladatel: Jakub Mařík. Jde o čtvrtý díl série.